# The Empire of Corpses
The Empire of Corpses (屍者の帝国, Shisha no Teikoku) est un roman de science-fiction publié le 24 juillet 2012 à titre posthume. À la suite de la mort de Satoshi Itoh (connu également par son pseudonyme Project Itoh) Toh Enjoe termine l'écriture du livre. Le roman est édité en France, le 14 novembre 2018 par Pika Édition.
Il est par la suite adapté en film d'animation japonais sorti en 2015, produit par Wit Studio et réalisé par Ryōtarō Makihara,,. Cette adaptation est le premier film faisant partie d'un projet le regroupant avec d'autres films Harmony (2015) et Genocidal Organ (2017) également adaptés d'œuvres de Project Itoh.

## Synopsis
L'intrigue se déroule durant la révolution industrielle. Un brillant scientifique, Frankenstein, a inventé le premier nécromate, "La créature", un être doué de conscience fabriqué à partir de morceaux de cadavres. Dès lors, les nécromates deviennent un enjeu économique majeur pour les nations, travailleurs infatigables et serviles, ils sont utilisés dans l'armée comme dans la société civile. John H. Watson, jeune et brillant nécromaticien, utilise le corps de son fidèle ami Vendredi afin de créer un nécromate illégal. Découvert, il se voit forcé de partir à la recherche d'un mystérieux journal qui déchaine les convoitises.

## Adaptation en film d'animation

### Production
L'adaptation en film d'animation, réalisée et écrite par Ryoutarou Makihara et produite par le studio Wit Studio, devait sortir en décembre 2015 mais a finalement été avancé pour le 2 octobre 2015. Le groupe Egoist interprète le générique de fin intitulé Door.

### Doublage

#### Voix originales
- Yoshimasa Hosoya : John H. Watson
- Ayumu Murase : Vendredi (Noble sauvage 007)
- Kana Hanazawa : Hadaly Lilith
- Taiten Kusunoki : Frederick Burnaby
- Shin'ichirō Miki : Alexeï Karamazov
- Daiki Yamashita : Nikolai Krasotkin
- Akio Ōtsuka : M
- Takayuki Sugō : The One
- Jiro Saito (en) : Seigo Yamazawa
- Kōji Ishii : Ulysses Simpson Grant
- Hōko Kuwashima : Moneypenny
- Kōji Takeda : Thomas Edison
- Yoshimitsu Takasugi : Sherlock Holmes
- Issei Futamata : narrateur

#### Voix françaises
- Sullivan Da Silva : John H. Watson
- Massimo Riggi : Vendredi (Noble sauvage 007)
- Fanny Blanchard : Hadaly Lilith
- Antoine Dumond : Frederick Burnaby
- Franck Fischer : Alexeï Karamazov
- Brice Montagne : Nikolai Krasotkin
- Félix Lobo : M
- Marc Gallier : La créature
- Rémi Barbier : Seigo Yamazawa
- Olivier Piechaczyk : Ulysses Simpson Grant

## Adaptation en manga
Une adaptation en manga commence à être publiée dans le magazine Monthly Dragon Age de Kadokawa Shoten. Le premier tome est publié le 9 février 2016 et le dernier, le 9 novembre 2016 donnant un total de 3 tomes pour la série.
En France, la série est publiée par Pika Édition avec le premier tome sorti le 14 novembre 2018 et le dernier sorti le 13 mars 2019.

### Liste des volumes
| no | Japonais        | Japonais          | Français         | Français          |
| no | Date de sortie  | ISBN              | Date de sortie   | ISBN              |
| -- | --------------- | ----------------- | ---------------- | ----------------- |
| 1  | 9 février 2016  | 978-4-04-070806-5 | 14 novembre 2018 | 978-2-81-163905-1 |
| 2  | 9 juin 2016     | 978-4-04-070915-4 | 13 février 2019  | 978-2-81-163906-8 |
| 3  | 9 novembre 2016 | 978-4-04-072084-5 | 13 mars 2019     | 978-2-81-164777-3 |

## Œuvres
Édition japonaise
1. 1 2  (ja) « 屍者の帝国（１） », sur Kadokawa (consulté le 22 décembre 2021)
2. 1 2  (ja) « 屍者の帝国（２） », sur Kadokawa (consulté le 22 décembre 2021)
3. 1 2  (ja) « 屍者の帝国（３） », sur Kadokawa (consulté le 22 décembre 2021)

Édition française
1. 1 2  (ja) « The Empire of Corpses Vol. 1 », sur nautiljon (consulté le 22 décembre 2021)
2. 1 2  (ja) « The Empire of Corpses Vol. 2 », sur nautiljon (consulté le 22 décembre 2021)
3. 1 2  (ja) « The Empire of Corpses Vol. 3 », sur nautiljon (consulté le 22 décembre 2021)